# Кубок Шпенглера 1964
Кубок Шпенглера 1964 — 38-й турнір Кубок Шпенглера, що проходив у швейцарському місті Давос в період з 26 грудня по 31 грудня 1964 року.

## Результати матчів
Швейцарія —  Спарта Прага — 3:6 (3:2, 0:1, 0:3)
 «Давос» —  МоДо — 1:5 (1:1, 0:2, 0:2)
 Швейцарія —  «Давос» — 3:3 (1:0, 1:2, 1:1)
 ХК Фюссен —  МоДо — 2:1 (1:0, 1:0, 0:1)
 Швейцарія —  ХК Фюссен — 2:7 (0:1, 1:3, 1:3)
 «Давос» —  Спарта Прага — 2:7 (1:2, 0:4, 1:1)
 Швейцарія —  МоДо — 3:3 (2:1, 0:0, 1:2)
 Спарта Прага —  ХК Фюссен — 5:5 (1:0, 2:1, 2:4)
 «Давос» —  ХК Фюссен — 7:7 (0:4, 2:0, 5:3)
 МоДо —  Спарта Прага — 8:4 (4:2, 1:1, 3:1)

## Турнірна таблиця
| Команда      | 1   | 2   | 3   | 4   | 5   | І | В | Н | П | ГЗ | ГП | Різ | Очк |
| ------------ | --- | --- | --- | --- | --- | - | - | - | - | -- | -- | --- | --- |
| ХК Фюссен    | ×   | 2:1 | 5:5 | 7:2 | 7:7 | 4 | 2 | 2 | 0 | 21 | 15 | +6  | 6   |
| МоДо         | 1:2 | ×   | 8:4 | 3:3 | 5:1 | 4 | 2 | 1 | 1 | 17 | 10 | +7  | 5   |
| Спарта Прага | 5:5 | 4:8 | ×   | 6:3 | 7:2 | 4 | 2 | 1 | 1 | 22 | 18 | +4  | 5   |
| Швейцарія    | 2:7 | 3:3 | 3:6 | ×   | 3:3 | 4 | 0 | 2 | 2 | 11 | 19 | -8  | 2   |
| «Давос»      | 7:7 | 1:5 | 2:7 | 3:3 | ×   | 4 | 0 | 2 | 2 | 13 | 22 | -9  | 2   |

## Склад переможців
ХК Фюссен:
- Воротарі: Гаррі Лінднер, Гюнтер Кнаус
- Захисники: Пауль Амброс, Петер Швімбек, Леонард Вайтль, Ханс-Йорг Нагель, Рудольф Сімон, Рудольф Таннер
- Нападники: Ернст Траутвайн, Георг Шольц, Ернст Кепф, Зігфрід Шуберт, Рудольф Грьогер, Гельмут Дзангеліні, Густав Ханіг, Манфред Гмайнер, Вальтер Крьотц, Герд Юнгханс
- Тренер: Маркус Еген